# El Tri 4 décadas
4 Décadas: En Vivo es la producción más reciente de la banda El Tri. Este es un álbum En vivo, fue lanzado oficialmente en 12 de octubre de 2009 en el concierto que se llevó a cabo en el Auditorio Nacional de la Ciudad de México. El concierto se grabó en El Palacio de los Deportes en la Ciudad de México en octubre de 2008.
CD que recopila parte del concierto de 40 aniversario de EL TRI en el Palacio de los Deportes de la Ciudad de México.

## Lista de canciones

### Disco 1
1 Boogie De El Tri
2 Ya Estamos Hartos
3 Hasta Que El Cuerpo Aguante
4 Juanita
5 Vicioso
6 La Raza Indocumentada
7 Bésame
8 Cuando Tu No Estas
9 El Muchacho Chicho
10 Más Allá Del Sol
11 Nunca Digas Que No
12 Una Y Otra Vez
13 Tomate La Foto
14 Chavo De Onda
15 Felicidades

### Disco 2
1 Tu Sonrisa
2 Angel De La Guarda
3 Es Lo Mejor
4 Violencia, Drogas Y Sexo
5 Perro Negro
6 Niño Sin Amor / El Chamuco
7 Se Necesita Valor
8 Queremos Rock
9 Madre Tierra
10 Todo Sea Por El Rocanrol
11 Las Piedras Rodantes
- Datos: Q5823603